# Meleagris crassipes
Meleagris crassipes är en utdöd fågel i familjen fasanfåglar inom ordningen hönsfåglar. Arten är känd från sen pleistocen och in i holocen i sydvästra Nordamerika, i bland annat La Mirada och asfaltsjön La Brea. Fynden är daterade till 10.690 +/- 360 år sedan (La Mirada) och 11.130-12.200 år sedan (Rancho La Brea) med kol-14-metoden, vilket kalibrerat motsvarar 12430 +/- cirka 500 respektive 13.030-14.232 kalenderår sedan.